# Az Újpest FC 2023–2024-es szezonja
Az Újpest FC a 2023–2024-es szezonban az NB1-ben indul, miután a 2022–2023-as NB1-es szezonban nyolcadik helyen zárta a bajnokságot.
2024. február 6-án bejelentették, hogy a belga Roderick Duchâtelet eladja a klubot a MOL-nak. 2024. március 21-én hivatalosan is lezárult a tulajdonosváltás.

## Változások a csapat keretében
A vastaggal jelzett játékosok felnőtt válogatottsággal rendelkeznek.

### Érkezők
| Dátum                | Név             | Nemzet            | Poszt       | Kor | Honnan                   | Szerződés megnevezése | Átigazolási időszak | Szerződés vége | Átigazolás összege | Forrás |
| 2023. június 14.     | Tamás Krisztián | magyar            | hátvéd      | 28  | Budapest Honvéd FC       | lejárt a szerződése   | 2023. évi nyári     | Nem publikus   | ingyen             | [ 4 ]  |
| 2023. június 28.     | Kiss Tamás      | magyar            | csatár      | 22  | Puskás Akadémia FC       | lejárt a szerződése   | 2023. évi nyári     | Nem publikus   | ingyen             | [ 5 ]  |
| 2023. július 21.     | George Ganea    | román             | csatár      | 24  | FC Universitatea Craiova | lejárt a szerződése   | 2023. évi nyári     | Nem publikus   | ingyen             | [ 6 ]  |
| 2023. július 24.     | Franklin Sasere | nigériai          | csatár      | 25  | FC Vaduz                 | átigazolás            | 2023. évi nyári     | Nem publikus   | Nem publikus       | [ 7 ]  |
| 2023. augusztus 27.  | Tajti Mátyás    | magyar            | középpályás | 25  | Zalaegerszegi TE FC      | átigazolás            | 2023. évi nyári     | Nem publikus   | Nem publikus       | [ 8 ]  |
| 2023. augusztus 29.  | Molnár Zsombor  | magyar            | kapus       | 20  | Vasas SC                 | kölcsönbe             | 2023. évi nyári     | 2024.06.30.    | –                  | [ 9 ]  |
| 2023. szeptember 4.  | Oliver Jürgens  | észt              | csatár      | 20  | Torino FC U19            | átigazolás            | 2023. évi nyári     | Nem publikus   | Nem publikus       | [ 10 ] |
| 2023. szeptember 29. | Miloš Kosanović | szerb             | hátvéd      | 33  | al-Dzsazira              | lejárt a szerződése   | 2023. évi nyári     | Nem publikus   | ingyen             | [ 11 ] |
| 2024. január 30.     | Albi Doka       | albán             | hátvéd      | 26  | KF Tirana                | átigazolás            | 2024. évi téli      | Nem publikus   | Nem publikus       | [ 12 ] |
| 2024. február 7.     | Davit Kobouri   | grúz              | hátvéd      | 26  | SZK Dinamo Tbiliszi      | átigazolás            | 2024. évi téli      | Nem publikus   | ingyen             | [ 13 ] |
| 2024. február 12.    | Aboubakar Keita | elefántcsontparti | középpályás | 26  | AIK                      | szerződést bontott    | 2024. évi téli      | Nem publikus   | ingyen             | [ 14 ] |
| 2024. február 14.    | Huszti András   | magyar            | hátvéd      | 23  | Zalaegerszegi TE FC      | kölcsönbe             | 2024. évi téli      | 2024.06.30.    | –                  | [ 15 ] |

### Kölcsönből visszatérők
| Dátum               | Név              | Nemzet  | Poszt       | Kor | Honnan              | Átigazolási időszak | Szerződés vége | Forrás |
| ------------------- | ---------------- | ------- | ----------- | --- | ------------------- | ------------------- | -------------- | ------ |
| 2023. június        | Ognjen Radošević | szerb   | középpályás | 19  | Szentlőrinc SE      | 2023. évi nyári     | –              | [ 16 ] |
| 2023. június        | Matija Ljujić    | szerb   | középpályás | 29  | Sabail FK           | 2023. évi nyári     | –              | –      |
| 2023. június        | Dženan Bureković | bosnyák | hátvéd      | 28  | FK Spartak Subotica | 2023. évi nyári     | –              | –      |
| 2023. augusztus 17. | Märten Kuusk     | észt    | hátvéd      | 27  | FC Flora            | 2023. évi nyári     | 2025           | [ 17 ] |
| 2024. január        | Szabó Bálint     | magyar  | középpályás | 21  | FK Csíkszereda      | 2024. évi téli      | –              | –      |

### Távozók
| Dátum               | Név              | Nemzet            | Poszt       | Kor | Hova                | Szerződés megnevezése | Átigazolási időszak | Szerződés vége | Átigazolás összege | Forrás |
| ------------------- | ---------------- | ----------------- | ----------- | --- | ------------------- | --------------------- | ------------------- | -------------- | ------------------ | ------ |
| 2023. június 3.     | Nemanja Antonov  | szerb             | hátvéd      | 28  | MTK Budapest FC     | lejárt a szerződése   | 2023. évi nyári     | 2026. 06. 30.  | ingyen             | [ 18 ] |
| 2023. június 8.     | Filip Pajović    | szerb             | kapus       | 29  | FK Radnički 1923    | lejárt a szerződése   | 2023. évi nyári     | Nem publikus   | ingyen             | [ 19 ] |
| 2023. június 8.     | Fernand Gouré    | elefántcsontparti | csatár      | 21  | KVC Westerlo        | kölcsönből vissza     | 2023. évi nyári     | –              | –                  | [ 19 ] |
| 2023. június 20.    | Petrus Boumal    | kameruni          | középpályás | 30  | Al-Bataeh           | lejárt a szerződése   | 2023. évi nyári     | Nem publikus   | ingyen             | [ 20 ] |
| 2023. június 25.    | Abdoulaye Diaby  | mali              | hátvéd      | 22  | FC St. Gallen       | átigazolás            | 2023. évi nyári     | 2025. 06. 30.  | Nem publikus       | [ 21 ] |
| 2023. július 6.     | Ognjen Mudrinski | szerb             | csatár      | 31  | FK Spartak Subotica | szerződést bontott    | 2023. évi nyári     | Nem publikus   | ingyen             | [ 22 ] |
| 2023. július 13.    | Giuseppe Borello | olasz             | csatár      | 24  | SS Monopoli         | szerződést bontott    | 2023. évi nyári     | Nem publikus   | ingyen             | [ 23 ] |
| 2023. július 21.    | Eckl Patrik      | magyar            | hátvéd      | 21  | Komáromi FC         | kölcsönbe             | 2023. évi nyári     | 2024           | –                  | [ 24 ] |
| 2023. augusztus 11. | Szabó Bálint     | magyar            | középpályás | 21  | FK Csíkszereda      | kölcsönbe             | 2023. évi nyári     | 2024           | –                  | [ 25 ] |
| 2023. augusztus 28. | Yohan Croizet    | francia           | középpályás | 31  | Zalaegerszegi TE FC | kölcsönbe             | 2023. évi nyári     | 2024           | –                  | [ 26 ] |
| 2023. augusztus 28. | Luis Jakobi      | német             | középpályás | 21  | klub nélküli        | szerződést bontott    | 2023. évi nyári     | –              | –                  | [ 27 ] |
| 2023. szeptember 6. | Mucsányi Márk    | magyar            | csatár      | 21  | Budapesti VSC       | kölcsönbe             | 2023. évi nyári     | 2024           | –                  | [ 28 ] |
| 2024. január 3.     | Miloš Kosanović  | szerb             | hátvéd      | 33  | Ajman Club          | szerződést bontott    | 2024. évi téli      | 2024. 06. 30.  | ingyen             | [ 29 ] |
| 2024. január 15.    | Märten Kuusk     | észt              | hátvéd      | 27  | GKS Katowice        | átigazolás            | 2024. évi téli      | 2025. 06. 30.  | Nem publikus       | [ 30 ] |
| 2024. január 21.    | Szabó Bálint     | magyar            | középpályás | 21  | Kozármisleny SE     | kölcsönbe             | 2024. évi téli      | 2024           | –                  | [ 31 ] |
| 2024. január 26.    | Đorđe Nikolić    | szerb             | kapus       | 26  | Sivasspor           | átigazolás            | 2024. évi téli      | 2026. 06. 30.  | Nem publikus       | [ 32 ] |
| 2024. január 28.    | Lirim Kastrati   | koszovói          | hátvéd      | 24  | Widzew Łódź         | átigazolás            | 2024. évi téli      | 2026. 06. 30.  | Nem publikus       | [ 33 ] |
| 2024. január 30.    | Oliver Jürgens   | észt              | csatár      | 20  | FC DAC 1904         | átigazolás            | 2024. évi téli      | Nem publikus   | Nem publikus       | [ 34 ] |
| 2024. február 21.   | Tim Hall         | luxemburgi        | hátvéd      | 26  | Hanoi FC            | szerződést bontott    | 2024. évi téli      | 2025. 06. 30.  | ingyen             | [ 35 ] |

### Profi szerződést kapott
| Dátum              | Név             | Nemzet | Poszt       | Kor | Átigazolási időszak | Szerződés vége | Forrás |
| ------------------ | --------------- | ------ | ----------- | --- | ------------------- | -------------- | ------ |
| 2023. május 2.     | Tamási Domonkos | magyar | csatár      | 18  | 2023. évi nyári     | –              | [ 36 ] |
| 2023. június 14.   | Geiger Bálint   | magyar | középpályás | 19  | 2023. évi nyári     | –              | [ 37 ] |
| 2023. augusztus 7. | Tóth Ákos       | magyar | csatár      | 18  | 2023. évi nyári     | –              | [ 38 ] |
| 2024. január 17.   | Genzler Gellért | magyar | kapus       | 21  | 2024. évi téli      | –              | [ 39 ] |
| 2024. április 2.   | Mucsányi Miron  | magyar | középpályás | 18  | 2024. évi téli      | –              | [ 40 ] |

## Játékoskeret
Utolsó módosítás: 2024. április 2.
A vastaggal jelzett játékosok felnőtt válogatottsággal rendelkeznek.
A dőlttel jelzett játékosok kölcsönben szerepelnek a klubnál.
*A második csapatban is pályára lépő játékos.
Az érték oszlopban szereplő , , és = jelek azt mutatják, hogy a Transfermarkt legutóbbi adatfrissítése előtti állapothoz képest mennyit nőtt, csökkent a játékos értéke, vagy ha nem változott, akkor azt az = jel mutatja.
| Mezszám                | Név                | Nemzetiség                  | Születési hely       | Születési idő (kor)            | Korábbi csapat               | Érték (€)          | Szerződés lejárta |
| Kapusok                | Kapusok            | Kapusok                     | Kapusok              | Kapusok                        | Kapusok                      | Kapusok            | Kapusok           |
| ---------------------- | ------------------ | --------------------------- | -------------------- | ------------------------------ | ---------------------------- | ------------------ | ----------------- |
| 1                      | Genzler Gellért*   | magyar                      | –                    | 2002. december 22. (22 éves)   | Utánpótlásból került fel     | -                  | Nem publikus      |
| 23                     | Banai Dávid        | magyar                      | Budapest             | 1994. május 9. (31 éves)       | Utánpótlásból került fel     | 250 000 (=)        | 2024.06.30.       |
| 31                     | Molnár Zsombor*    | magyar                      | Felsőtarkány         | 2003. július 1. (22 éves)      | Vasas SC                     | 100 000 ( 50 000)  | 2024.06.30.       |
| 99                     | Hámori Tamás*      | magyar                      | Budapest             | 2002. szeptember 21. (22 éves) | Utánpótlásból került fel     | 25 000 (=)         | Nem publikus      |
| Védők                  |                    |                             |                      |                                |                              |                    |                   |
| 2                      | Albi Doka          | ALB                         | Tirana               | 1997. június 26. (28 éves)     | KF Tirana                    | 250 000 (=)        | Nem publikus      |
| 3                      | Fehér Csanád*      | magyar                      | Szolnok              | 2002. június 13. (23 éves)     | Utánpótlásból került fel     | 100 000 ( 25 000)  | 2024.06.30.       |
| 5                      | Davit Kobouri      | GEO                         | Telavi               | 1998. január 24. (27 éves)     | SZK Dinamo Tbiliszi          | 250 000 (=)        | Nem publikus      |
| 12                     | Kovács Dominik*    | magyar                      | Budapest             | 2001. február 18. (24 éves)    | Utánpótlásból került fel     | 25 000 ( 25 000)   | Nem publikus      |
| 18                     | Huszti András      | magyar                      | Pécs                 | 2001. január 29. (24 éves)     | Zalaegerszegi TE FC          | 350 000 (=)        | 2024.06.30        |
| 22                     | Tamás Krisztián    | magyar                      | Budapest             | 1995. április 18. (30 éves)    | Budapest Honvéd FC           | 350 000 ( 50 000)  | Nem publikus      |
| 44                     | Jorgosz Anculasz   | GRE                         | Trípoli              | 2000. február 4. (25 éves)     | PAE AGSZ Asztérasz Trípolisz | 400 000 (=)        | Nem publikus      |
| 49                     | Branko Pauljević   | szerb · magyar              | Fehértemplom         | 1989. június 12. (36 éves)     | Puskás Akadémia FC           | 150 000 ( 50 000)  | Nem publikus      |
| 68                     | Dženan Bureković   | Bosznia-Hercegovina         | Zenica               | 1995. május 29. (30 éves)      | Göztepe SK                   | 50 000 ( 25 000)   | Nem publikus      |
| Középpályások          |                    |                             |                      |                                |                              |                    |                   |
| 6                      | Luca Mack          | GER                         | Bietigheim-Bissingen | 2000. május 25. (25 éves)      | VfB Stuttgart                | 250 000 (=)        | Nem publikus      |
| 8                      | Heinz Mörschel     | Dominikai Köztársaság · GER | Santo Domingo        | 1997. augusztus 24. (27 éves)  | SG Dynamo Dresden            | 300 000 (=)        | Nem publikus      |
| 10                     | Tajti Mátyás       | magyar                      | Budapest             | 1998. június 2. (27 éves)      | Zalaegerszegi TE FC          | 450 000 ( 50 000)  | Nem publikus      |
| 15                     | Mucsányi Miron*    | magyar                      | Budapest             | 2005. október 14. (19 éves)    | Utánpótlásból került fel     | -                  | Nem publikus      |
| 19                     | Aboubakar Keita    | Elefántcsontpart            | Abidjan              | 1997. november 5. (27 éves)    | AIK                          | 450 000 (=)        | Nem publikus      |
| 21                     | Varga Balázs*      | magyar                      | Baja                 | 2003. október 23. (21 éves)    | Utánpótlásból került fel     | 250 000 ( 125 000) | Nem publikus      |
| 26                     | Geiger Bálint*     | magyar                      | Baja                 | 2004. március 26. (21 éves)    | Utánpótlásból került fel     | 10 000 ( 10 000)   | Nem publikus      |
| 28                     | Ognjen Radošević*  | szerb                       | Szabadka             | 2003. augusztus 1. (22 éves)   | Utánpótlásból került fel     | 10 000 (=)         | Nem publikus      |
| 29                     | Vincent Onovo      | NGR                         | Agbani               | 1995. december 10. (29 éves)   | Randers FC                   | 450 000 ( 50 000)  | 2024.06.30.       |
| 45                     | Sztefan Jevtoszki* | macedón                     | Szkopje              | 1997. szeptember 2. (27 éves)  | FK Rabotnicski               | 100 000 ( 75 000)  | 2024.06.30.       |
| 88                     | Matija Ljujić      | szerb                       | Prijepolje           | 1993. október 28. (31 éves)    | MK Hapóél Haifa              | 300 000 ( 25 000)  | Nem publikus      |
| Támadók                |                    |                             |                      |                                |                              |                    |                   |
| 7                      | Simon Krisztián    | magyar                      | Budapest             | 1991. június 10. (34 éves)     | TSV 1860 München             | 150 000 ( 25 000)  | Nem publikus      |
| 11                     | Kiss Tamás         | magyar                      | Győr                 | 2000. november 24. (24 éves)   | Puskás Akadémia FC           | 250 000 (=)        | Nem publikus      |
| 17                     | George Ganea       | román                       | Bukarest             | 1999. május 26. (26 éves)      | FC Universitatea Craiova     | 350 000 ( 100 000) | Nem publikus      |
| 27                     | Franklin Sasere    | NGR                         | Ondo                 | 1998. június 27. (27 éves)     | FC Vaduz                     | 200 000 ( 50 000)  | Nem publikus      |
| 32                     | Peter Ambrose      | NGR                         | –                    | 2002. június 10. (23 éves)     | Balıkesirspor Kulübü         | 325 000 ( 200 000) | Nem publikus      |
| 57                     | Tóth Ákos*         | magyar                      | –                    | 2005. február 8. (20 éves)     | Utánpótlásból került fel     | -                  | Nem publikus      |
| 76                     | Tamási Domonkos*   | HUN                         | Budapest             | 2004. július 16. (21 éves)     | Utánpótlásból került fel     | -                  | Nem publikus      |
| 77                     | Csoboth Kevin      | HUN                         | Pécs                 | 2000. június 20. (25 éves)     | MOL Fehérvár                 | 800 000 ( 50 000)  | 2027. 06. 30.     |
| Kölcsönadott játékosok |                    |                             |                      |                                |                              |                    |                   |
| Név                    | Poszt              | Nemzetiség                  | Születési hely       | Születési idő                  | Kölcsönben itt               | Érték (€)          | Kölcsön lejárta   |
| Máté Zsolt             | védő               | magyar                      | Szabadszállás        | 1997. szeptember 14. (27 éves) | Tiszakécskei LC              | 125 000            | 2024.06.30.       |
| Eckl Patrik            | védő               | magyar                      | Budapest             | 2001. szeptember 21. (23 éves) | Komáromi FC                  | 50 000             | 2024.06.30.       |
| Szabó Bálint           | középpályás        | magyar                      | Nyíregyháza          | 2002. február 18. (23 éves)    | Kozármisleny SE              | 125 000            | 2024.06.30.       |
| Yohan Croizet          | középpályás        | francia                     | Sarrebourg           | 1992. február 15. (33 éves)    | Zalaegerszegi TE FC          | 350 000            | 2024.06.30.       |
| Mucsányi Márk          | támadó             | magyar                      | Budapest             | 2001. november 16. (23 éves)   | Budapesti VSC                | 50 000             | 2024.06.30.       |

## Klubvezetés és szakmai stáb
| Elnök                            | Ratatics Péter     | Vezetőedző     | Mészöly Géza       |
| Ügyvezető igazgató               | Benczédi Balázs    | Másodedző      | Lengyel Patrik     |
| Főtanácsadó                      | Kovács Zoltán      | Másodedző      | Víg Péter          |
| Vezető játékosmegfigyelő         | Szakály Péter      | Erőnléti edző  | Miloš Bogićević    |
| Sales munkatárs                  | Adorján-Tóth Péter | Kapusedző      | Andrusch József    |
| Irodai Szakmai irányító          | Fogarassy Judit    | Orvos          | Dr. Kollár Iván    |
| Szervezés és marketing           | Sajni Zóra Anna    | Videóelemző    | Varga Samu         |
| Sportkoordinátor                 | Kabát Péter        | Fizioterapeuta | Aleksandar Jovetic |
| Catering vezető / Szervezés      | Meszesán Tamás     | Fizioterapeuta | Zarko Milovanovic  |
| Biztonsági igazgató              | Vállai István      | Masszőr        | Kádár József       |
| Pénzügyi és számviteli munkatárs | Csapó Alexandra    | Masszőr        | Hénap Kálmán       |
| Kommunikációs vezető             | Pécsi Márk         | Szertáros      | Király Gergő       |
| Első csapat technikai vezető     | Zsitva Babett      |                |                    |
| Utánpótlás technikai vezető      | Magyari Balázs     |                |                    |
| Utánpótlás operatív igazgató     | Víg Péter          |                |                    |
| Utánpótlás szakmai igazgató      | Szabó György       |                |                    |

| Kommunikációs munkatársak | Bartus István |
| Kommunikációs munkatársak | Bajusz Zoltán |
| Kommunikációs munkatársak | Kovács Lilla  |
| Fotósok                   | Víg Johanna   |
| Fotósok                   | Réti Zsolt    |
| Pályafenntartók           | Mester János  |
| Pályafenntartók           | Domján Géza   |
| Pályafenntartók           | Orosz Csaba   |
| Pályafenntartók           | Papp Sándor   |

### Tulajdonosváltás
| Elnök (2024. március 21-ig)              | Roderick Duchâtelet | Elnök (2024. március 21-től)              | Ratatics Péter  |
| Ügyvezető igazgató (2024. március 21-ig) | Berta Csaba         | Ügyvezető igazgató (2024. március 21-től) | Benczédi Balázs |

## Statisztikák
Ezek a statisztikák csak az OTP Bank Ligára vonatkoznak.

### Gólok
| Helyezés | Játékos          | Lőtt gólok |
| -------- | ---------------- | ---------- |
| 1.       | Matija Ljujić    | 10         |
| 2.       | Peter Ambrose    | 9          |
| 3.       | Csoboth Kevin    | 7          |
| 4.       | Heinz Mörschel   | 6          |
| 5.       | Vincent Onovo    | 2          |
| 5.       | Tajti Mátyás     | 2          |
| 5.       | Ognjen Radošević | 2          |
| 6.       | Luca Mack        | 1          |
| 6.       | Simon Krisztián  | 1          |
| 6.       | Tamás Krisztián  | 1          |
| 6.       | Varga Balázs     | 1          |
| 6.       | Jorgosz Anculasz | 1          |
| 6.       | Huszti András    | 1          |
| 6.       | Aboubakar Keita  | 1          |

### Öngólok
| Helyezés | Játékos       | Öngólok |
| -------- | ------------- | ------- |
| 1.       | Matija Ljujić | 1       |

### Gólpasszok
| Helyezés | Játékos          | Gólpasszok |
| -------- | ---------------- | ---------- |
| 1.       | Heinz Mörschel   | 4          |
| 1.       | Kiss Tamás       | 4          |
| 1.       | Matija Ljujić    | 4          |
| 3.       | George Ganea     | 3          |
| 3.       | Csoboth Kevin    | 3          |
| 3.       | Peter Ambrose    | 3          |
| 4.       | Tamás Krisztián  | 2          |
| 4.       | Lirim Kastrati   | 2          |
| 4.       | Tajti Mátyás     | 2          |
| 5.       | Luca Mack        | 1          |
| 5.       | Branko Pauljević | 1          |
| 5.       | Vincent Onovo    | 1          |
| 5.       | Varga Balázs     | 1          |
| 5.       | Ognjen Radošević | 1          |
| 5.       | Simon Krisztián  | 1          |
| 5.       | Huszti András    | 1          |
| 5.       | Geiger Bálint    | 1          |

### Sárga lapok
| Helyezés | Játékos           | Sárgalap |
| -------- | ----------------- | -------- |
| 1.       | Luca Mack         | 7        |
| 2.       | Heinz Mörschel    | 6        |
| 2.       | Matija Ljujić     | 5        |
| 3.       | Tim Hall          | 4        |
| 3.       | Branko Pauljević  | 4        |
| 4.       | George Ganea      | 3        |
| 4.       | Ognjen Radošević  | 3        |
| 4.       | Davit Kobouri     | 3        |
| 4.       | Tajti Mátyás      | 3        |
| 4.       | Peter Ambrose     | 3        |
| 5.       | Jorgosz Anculasz  | 2        |
| 5.       | Miloš Kosanović   | 2        |
| 5.       | Lirim Kastrati    | 2        |
| 5.       | Csoboth Kevin     | 2        |
| 5.       | Banai Dávid       | 2        |
| 5.       | Huszti András     | 2        |
| 5.       | Aboubakar Keita   | 2        |
| 6.       | Tamás Krisztián   | 1        |
| 6.       | Tóth Ákos         | 1        |
| 6.       | Vincent Onovo     | 1        |
| 6.       | Varga Balázs      | 1        |
| 6.       | Franklin Sasere   | 1        |
| 6.       | Kiss Tamás        | 1        |
| 6.       | Sztefan Jevtoszki | 1        |

### Piros lapok
| Helyezés | Játékos           | Piroslap |
| -------- | ----------------- | -------- |
| 1.       | Csoboth Kevin     | 1        |
| 1.       | Tim Hall          | 1        |
| 1.       | Sztefan Jevtoszki | 1        |
| 1.       | Aboubakar Keita   | 1        |
| 1.       | Tamás Krisztián   | 1        |

### Mesterhármasok
| Játékos       | Dátum              | Forduló    | Ellenfél |
| ------------- | ------------------ | ---------- | -------- |
| Matija Ljujić | 2023. augusztus 4. | 2. Forduló | PAFC     |

### Kapusstatisztika
| Játékos         | Mérkőzés    | Bekapott gólok | Gól nélkül lehozott találkozók |
| --------------- | ----------- | -------------- | ------------------------------ |
| Banai Dávid     | 21 mérkőzés | 39             | 4                              |
| Molnár Zsombor  | 8 mérkőzés  | 20             | 1                              |
| Đorđe Nikolić   | 5 mérkőzés  | 9              | 0                              |
| Hámori Tamás    | 0 mérkőzés  | 0              | 0                              |
| Genzler Gellért | 0 mérkőzés  | 0              | 0                              |

### Edzői statisztika
A dőlttel jelzett név = megbízott edző.
| Edző              | Mérkőzés | Gy | D | V  | RG | KG | GK  | GY%   |
| ----------------- | -------- | -- | - | -- | -- | -- | --- | ----- |
| Nebojsa Vignjević | 19       | 6  | 3 | 10 | 25 | 40 | –15 | 32.6% |
| Mészöly Géza      | 13       | 4  | 1 | 8  | 18 | 27 | –9  | 30.8% |
| Víg Péter         | 1        | 1  | 0 | 0  | 2  | 0  | +2  | 100%  |

### Játékvezetői statisztika
| Játékvezető       | Mérkőzés | Gy | D | V | Sárga lap | kiállítva | GY%  |
| ----------------- | -------- | -- | - | - | --------- | --------- | ---- |
| Karakó Ferenc     | 5        | 3  | 0 | 2 | 14        | 1         | 60%  |
| Berke Balázs      | 5        | 1  | 1 | 3 | 6         | 1         | 20%  |
| Bogár Gergő       | 3        | 2  | 1 | 0 | 6         | –         | 50%  |
| Andó-Szabó Sándor | 3        | 1  | 1 | 1 | 8         | –         | 33%  |
| Rúsz Márton       | 3        | 0  | 0 | 3 | 3         | 1         | 0%   |
| Pintér Csaba      | 3        | 0  | 1 | 2 | 5         | 1         | 0%   |
| Erdős József      | 3        | 0  | 0 | 3 | 8         | 1         | 0%   |
| Antal Péter       | 2        | 1  | 0 | 1 | 5         | –         | 50%  |
| Vad II István     | 2        | 0  | 0 | 2 | 1         | –         | 0%   |
| Bognár Tamás      | 1        | 1  | 0 | 0 | 2         | –         | 100% |
| Farkas Ádám       | 1        | 1  | 0 | 0 | 3         | –         | 100% |
| Derdák Marcell    | 1        | 0  | 0 | 1 | 1         | –         | 0%   |
| Káprály Mihály    | 1        | 1  | 0 | 0 | –         | –         | 100% |

### Ellenfél statisztika
| Csapat              | Mérkőzés | Gy | D | V | RG | KG | GK  | GY%  |
| ------------------- | -------- | -- | - | - | -- | -- | --- | ---- |
| Debreceni VSC       | 3        | 1  | 0 | 2 | 3  | 3  | 0   | 33%  |
| Diósgyőri VTK       | 3        | 3  | 0 | 0 | 11 | 1  | +10 | 100% |
| Ferencvárosi TC     | 3        | 0  | 0 | 2 | 0  | 10 | –10 | 0%   |
| Kecskeméti TE       | 3        | 1  | 0 | 2 | 5  | 7  | –2  | 33%  |
| Kisvárda FC         | 3        | 1  | 0 | 2 | 4  | 10 | –6  | 33%  |
| Mezőkövesd Zsóry FC | 3        | 0  | 2 | 1 | 3  | 7  | –4  | 0%   |
| MTK                 | 3        | 0  | 0 | 3 | 1  | 7  | –6  | 0%   |
| Paksi FC            | 3        | 1  | 0 | 2 | 3  | 6  | –3  | 33%  |
| Puskás AFC          | 3        | 1  | 1 | 1 | 6  | 5  | +1  | 33%  |
| Zalaegerszegi TE    | 3        | 1  | 1 | 1 | 4  | 7  | –2  | 33%  |

### UEFA együtthatók
Utolsó módosítás: 2024. február 26. 
| Klub               | Helyezés |
| ------------------ | -------- |
| Puskás AFC         | 293.     |
| Újpest FC          | 294.     |
| Budapest Honvéd FC | 295.     |

## Mezek
| Hazai | Vendég |

Szerelés gyártója: Puma
Mezszponzor: Tippmix, 11TeamSports

## Felkészülési mérkőzések
Edzőtáborok:
  Nyári:  Ausztria 
  Téli:   Törökország

### Nyári
| 2023. július 1. 10:30 |

| Újpest FC                          | 2–0               | Budafoki MTE |
| ---------------------------------- | ----------------- | ------------ |
| Varga Balázs 58' Matija Ljujić 88' | (0–0) Jegyzőkönyv |              |

| Tábor utcai sporttelep, Budapest Nézőszám: zártkapus |

- Újpest: Nikolics ( Banai') – Pauljevic ( Fehér'), Hall ( Kovács'), Anculasz ( Fehér'), Tamás K. ( Burekovics') – Onovo ( Geiger'), Radosevic ( Mack'), Mörschel ( Ljujics'), Kiss T., ( Varga') Simon K. ( Mucsányi') – Ambrose ( Tóth Á.') Vezetőedző: Nebojsa Vignjevics
- Budafok: Gundel-Takács – Biró, Lorentz, Fótyik, Kalmár O. – Csonka, Oláh B. – Merényi, Szerető, Kovács D. – Horváth O. második félidő: Oroszi, Fekete M., Burger, Orosz, Pintér Á., Sós M., Vasvári, Nándori, Németh M., Vajda. Vezetőedző: Erős Gábor

| 2023. július 5. 10:30 |

| Újpest FC                          | 2–3               | Vasas SC                                                |
| ---------------------------------- | ----------------- | ------------------------------------------------------- |
| Fehér Csanád 19' Matija Ljujić 26' | (2–2) Jegyzőkönyv | Novothny Soma 16' Berecz Zsombor 45' Deutsch László 68' |

| Tábor utcai sporttelep, Budapest Nézőszám: zártkapus Játékvezető: Berke Balázs |

- Újpest: Nikolic – Pauljevic, Anculasz, Fehér, Burekovic – Mack, Ljujic, Mörschel, Kiss T. – Ambrose, Mucsányi második félidő: Banai, Szabó, Fehér Cs., Hall, Tamás K., Onovo, Radosevics, Jevtovski, Varga B., Simon K., Tóth Á. Vezetőedző: Nebojsa Vignjevics
- Vasas: Jova – Szivacski, Baráth, Ódor, Papp - Berecz, Urblík – Hinora, Radó, Ihrig-F. – Novothny második félidő: Jova – Girsik, Baráth, Ódor, Papp - Hidi M, Sztojka – Faragó, Kapornai, Szilágyi – Szalai Vezetőedző: Desits Szilárd

| 2023. július 8. 10:30 |

| Budapesti VSC | 1–2   | Újpest FC                                |
| ------------- | ----- | ---------------------------------------- |
| Tóth Milán    | (0–1) | Branko Pauljević 8' Ognjen Radosević 89' |

| Szőnyi úti Stadion, Budapest |

- Zugló: – Vezetőedző: Urbán Flórián
- Újpest: Nikolics, Pauljevics, Anculasz, Fehér, Tamás, Ljujic, Mack, Onovo, Kiss T., Ambrose, Tóth Á. Csereként beállt: Simon K., Radosevics, és további 3 játékos Vezetőedző: Nebojsa Vignjevics

| 2023. július 12. 17:00 |

| SKN St. Pölten | 1–4               | Újpest FC                                                                        |
| -------------- | ----------------- | -------------------------------------------------------------------------------- |
| Rio Nitta 55'  | (0–2) Jegyzőkönyv | Peter Ambrose 11' Heinz Mörschel 14' Kiss Tamás 51' (11-esből) Mucsányi Márk 59' |

| NV Arena, Sankt Pölten |

- St. Pölten: Turner, Neumayer, Messerer, Ritzmaier, Stendera, Ramsebner, Testspieler, Carlson, Tadic, Keiblinger, Dombaxi Vezetőedző: Stephan Helm
- Újpest: Banai, Kastrati ( Pauljevic'), Anculasz, Hall ( Fehér 70'), Tamás K. ( Szabó B. 70'), Mack ( Radosevics; Geiger'), Jevtoski ( Onovo; Varga B.'), Csoboth ( Kiss T.'), Mörschel ( Ljujic'), Simon ( Mucsányi'), Ambrose ( Tóth Á. 55') Vezetőedző: Nebojsa Vignjevics

| 2023. július 15. 17:00 |

| SK Dynamo České Budějovice | 1–4               | Újpest FC                                                            |
| -------------------------- | ----------------- | -------------------------------------------------------------------- |
| Daniel Hais 87'            | (0–3) Jegyzőkönyv | Csoboth Kevin 11,43' Peter Ambrose 19' Heinz Mörschel 64' (11-esből) |

| HAKA Stadion, Ansfelden |

- České Budějovice: Sipos, Králik, Broukal, Parizek, Adediran, Ondrásek, Hellebrand, Hora V., Hora J., Nikl, Trummer Vezetőedző: Marek Nikl
- Újpest: Banai – Pauljevics, Anculasz, Hall, Fehér Cs. – Mack, Ljujics – Jevtoszki, Csoboth, Varga B. – Ambrose Csereként beállt: Onovo, Kastrati, Tamás K., Kiss T., Mörschel, Simon K., Radosevics, Mucsányi, Genzler Vezetőedző: Nebojsa Vignjevics

| 2023. július 15. |

| El-Fateh SC          | 1–0               | Újpest FC |
| -------------------- | ----------------- | --------- |
| Sofiane Bendebka 25' | (1–0) Jegyzőkönyv |           |

| Aiststadion, Wartberg an der Krems |

- El-Fateh: Vezetőedző: Slaven Bilics
- Újpest: Nikolics – Fehér, Hall, Anculasz, Kastrati – Mack, Onovo – Kiss T., Ljujic, Mucsányi - Ambrose Vezetőedző: Nebojsa Vignjevics

### Téli
| 2024. január 12. 14:00 |

| Újpest FC | 0–0               | ACS Sepsi OSK Sepsiszentgyörgy |
| --------- | ----------------- | ------------------------------ |
|           | (0–0) Jegyzőkönyv |                                |

| Antalya |

- Újpest: Nikolics – Pauljevics, Anculasz, Fehér ( Hall'), Tamás – Mack, Tajti ( Jevtoszki'), Radosevics ( Varga B.') – Kiss T. ( Simon K.'), Sasere ( Ambrose'), Ganea ( Csoboth') Vezetőedző: Nebojsa Vignjevics
- Sepsiszentgyörgy: Niczuly – Otelita, Ciobotariu, Kecskés Á., Stefan – Kallaku, Paun, Gheorghe – Stefanescu, Debeljuh, Varga R. Csereként beállt: Moldovan- Oroian, Ninaj, Bălașa, Rodriguez, Aganovic, Rondon, Rența, Popșa Vezetőedző: Bernd Storck

| 2024. január 16. 13:45 |

| Újpest FC                                           | 3–1               | FK Csornomorec Odesza |
| --------------------------------------------------- | ----------------- | --------------------- |
| Peter Ambrose 8' Jorgosz Anculasz 30' Luca Mack 36' | (3–0) Jegyzőkönyv | Andriy Shtohrin 46'   |

| Antalya |

- Újpest: Molnár Zs. – Simon K., Anculasz ( Fehér'), Hall, Tamás ( Geiger') – Jevtoski, Mack ( Varga B.'), Mörschel ( Radosevics') – Ganea ( Kiss T.'), Csoboth ( Puljevics'), Ambrose ( Sasere') Vezetőedző: Nebojsa Vignjevics
- Csornomorec: Varakuta – Putrya, Yermakov, Gucsek, Boychuk – Sporn, Vasyliev, Avagimyan – Badibanga, Kuzyk, Shtogrin Vezetőedző: Roman Hrihorcsuk

| 2024. január 19. 13:00 |

| Újpest FC                             | 2–1   | FK Gostivar          |
| ------------------------------------- | ----- | -------------------- |
| Heinz Mörschel 8' Simon Krisztián 78' | (1–0) | Branko Pauljević 55' |

| Antalya |

- Újpest: Banai – Pauljevics ( Simon K.'), Anculasz, Hall ( Fehér'), Tamás K. ( Geiger') – Jevtovski ( Radosevics'), Mörschel, Mack – Csoboth ( Ganea'), Sasere ( Ambrose'), Kiss T. ( Varga B.') Vezetőedző: Nebojsa Vignjevics
- Gostivar: Ersu ( B. Abazi') – Bilali, A. Abazi, Zuka – Alhassan,  Ajdini, Djurdjevics – R. Abazi, Takahara, Kehinde Vezetőedző: Ismail Atalan

| 2024. január 27. 13:00 |

| Újpest FC          | 1–2   | Soroksár SC                     |
| ------------------ | ----- | ------------------------------- |
| Heinz Mörschel 27' | (1–1) | Dobos Áron 25' Varga Zétény 60' |

| Tábor utcai sporttelep, Budapest Nézőszám: zártkapus |

- Újpest: Molnár – Tamás ( Geiger'), Hall, Anculasz ( Fehér') , Pauljevics ( Simon K.') – Mack, Radosevics ( Jevtoski'), Mörschel ( Varga B.') – Csoboth, Ambrose, Ganea ( Kiss T.') Vezetőedző: Nebojsa Vignjevics
- Soroksár: Vezetőedző: Lipcsei Péter

### Válogatott szüneti
| 2023. szeptember 9. 11:00 |

| Újpest FC                               | 2–0               | Budafoki MTE |
| --------------------------------------- | ----------------- | ------------ |
| Simon Krisztián Tajti Mátyás (11-esből) | (2–0) Jegyzőkönyv |              |

| Tábor utcai sporttelep, Budapest Nézőszám: zártkapus |

Újpest: Nikolics – Pauljevics, Kastrati, Hall, Tamás – Mack, Jevtovski – Simon ( Kiss T. '), Tajti, Ganea – Jürgens Vezetőedző: Nebojsa Vignjevics
Budafok: Horváth A. - Fekete, Orosz, Horgosi, Kocsis - Oláh, Fiáth - Vasvári, Sós, Merényi - Elek Csereként beállt: Király, Csonka, Nagy, Biró, Németh, Szerető, Horváth O., Kovács, Nándori Vezetőedző: Erős Gábor

## OTP Bank Liga
| Hely. | Csapat                 | M  | Gy | D  | V  | G+ | G– | Gk  | P  | Továbbjutás vagy kiesés                |
| ----- | ---------------------- | -- | -- | -- | -- | -- | -- | --- | -- | -------------------------------------- |
| 1.    | Ferencvárosi TC CV B   | 33 | 23 | 5  | 5  | 80 | 30 | +50 | 74 | UEFA Bajnokok Ligája, 1. selejtezőkör  |
| 2.    | Paks KGY               | 33 | 17 | 7  | 9  | 51 | 42 | +9  | 58 | Európa-liga, 1. selejtezőkör           |
| 3.    | Puskás Akadémia        | 33 | 15 | 10 | 8  | 60 | 35 | +25 | 55 | UEFA Konferencia Liga, 2. selejtezőkör |
| 4.    | Fehérvár               | 33 | 16 | 6  | 11 | 55 | 40 | +15 | 54 | UEFA Konferencia Liga, 2. selejtezőkör |
| 5.    | Debreceni VSC          | 33 | 14 | 6  | 13 | 49 | 48 | +1  | 48 |                                        |
| 6.    | Kecskeméti TE          | 33 | 13 | 6  | 14 | 45 | 45 | 0   | 45 |                                        |
| 7.    | Diósgyőri VTK Ú        | 33 | 12 | 9  | 12 | 50 | 56 | −6  | 45 |                                        |
| 8.    | MTK Budapest Ú         | 33 | 12 | 8  | 13 | 43 | 62 | −19 | 44 |                                        |
| 9.    | Zalaegerszegi TE       | 33 | 12 | 7  | 14 | 54 | 60 | −6  | 43 |                                        |
| 10.   | Újpest                 | 33 | 11 | 4  | 18 | 45 | 67 | −22 | 37 |                                        |
| 11.   | Kisvárda Master Good K | 33 | 9  | 4  | 20 | 40 | 55 | −15 | 31 | NB II                                  |
| 12.   | Mezőkövesd Zsóry K     | 33 | 5  | 6  | 22 | 31 | 63 | −32 | 21 | NB II                                  |

### Eredmények
H: Hazai | I: Idegenbeli | S: Semleges 
|             | Forduló             | Ellenfél                  | Helyszín | Eredmény    |                     | Forduló                      | Ellenfél | Helyszín    | Eredmény            |                           | Forduló | Ellenfél | Helyszín | Eredmény |  |
| ----------- | ------------------- | ------------------------- | -------- | ----------- | ------------------- | ---------------------------- | -------- | ----------- | ------------------- | ------------------------- | ------- | -------- | -------- | -------- |  |
| 1. forduló  | Fehérvár FC         | Szusza Ferenc Stadion (H) | 2–1      | 12. forduló | Fehérvár FC         | Sóstói Stadion (I)           | 1–2      | 23. forduló | Fehérvár FC         | Szusza Ferenc Stadion (H) | 2–0     |          |          |          |  |
| 2. forduló  | Puskás Akadémia FC  | Pancho Aréna (I)          | 3–3      | 13. forduló | Puskás Akadémia FC  | Szusza Ferenc Stadion (H)    | 1–2      | 24. forduló | Puskás Akadémia FC  | Pancho Aréna (I)          | 2–0     |          |          |          |  |
| 3. forduló  | Mezőkövesd Zsóry FC | Szusza Ferenc Stadion (H) | 1–1      | 14. forduló | Mezőkövesd Zsóry FC | Városi Stadion (I)           | 0–4      | 25. forduló | Mezőkövesd Zsóry FC | Szusza Ferenc Stadion (H) | 2–2     |          |          |          |  |
| 4. forduló  | Paksi FC            | Fehérvári úti stadion (I) | 0–3      | 15. forduló | Paksi FC            | Szusza Ferenc Stadion (H)    | 1–2      | 26. forduló | Paksi FC            | Fehérvári úti stadion (I) | 2–1     |          |          |          |  |
| 5. forduló  | Zalaegerszegi TE    | Szusza Ferenc Stadion (H) | 2–1      | 16. forduló | Zalaegerszegi TE    | ZTE Aréna (I)                | 1–1      | 27. forduló | Zalaegerszegi TE    | Szusza Ferenc Stadion (H) | 1–5     |          |          |          |  |
| 6. forduló  | Kisvárda FC         | Szusza Ferenc Stadion (H) | 3–2      | 17. forduló | Kisvárda FC         | Várkerti Stadion (I)         | 0–4      | 28. forduló | Kisvárda FC         | Várkerti Stadion (I)      | 1–4     |          |          |          |  |
| 7. forduló  | MTK Budapest FC     | Szusza Ferenc Stadion (H) | 0–2      | 18. forduló | MTK Budapest FC     | Hidegkuti Nándor Stadion (I) | 0–3      | 29. forduló | MTK Budapest FC     | Szusza Ferenc Stadion (H) | 1–2     |          |          |          |  |
| 8. forduló  | Debreceni VSC       | Nagyerdei Stadion (I)     | 2–1      | 19. forduló | Debreceni VSC       | Szusza Ferenc Stadion (H)    | 1–2      | 30. forduló | Debreceni VSC       | Nagyerdei Stadion (I)     | 0–1     |          |          |          |  |
| 9. forduló  | Diósgyőri VTK       | Szusza Ferenc Stadion (H) | 2–0      | 20. forduló | Diósgyőri VTK       | DVTK-Stadion (I)             | 2–1      | 31. forduló | Diósgyőri VTK       | Szusza Ferenc Stadion (H) | 7–0     |          |          |          |  |
| 10. forduló | Kecskeméti TE       | Szusza Ferenc Stadion (H) | 5–3      | 21. forduló | Kecskeméti TE       | Széktói Stadion (I)          | 0–1      | 32. forduló | Kecskeméti TE       | Szusza Ferenc Stadion (H) | 0–3     |          |          |          |  |
| 11. forduló | Ferencvárosi TC     | Groupama Aréna (I)        | 0–3      | 22. forduló | Ferencvárosi TC     | Szusza Ferenc Stadion (H)    | 0–5      | 33. forduló | Ferencvárosi TC     | Groupama Aréna (I)        | 0–2     |          |          |          |  |
|             |                     |                           |          |             |                     |                              |          |             |                     |                           |         |          |          |          |  |

### Nézőszámok

#### Hazai nézőszámok
Növekvő sorrenben | *-al jelölt teltház
| Ellenfél            | Forduló     | Nézőszám |
| ------------------- | ----------- | -------- |
| Ferencvárosi TC     | 22. forduló | 11202*   |
| Diósgyőri VTK       | 9. forduló  | 7188     |
| Zalaegerszegi TE FC | 27. forduló | 6321     |
| Fehérvár FC         | 1. forduló  | 6085     |
| Diósgyőri VTK       | 31. forduló | 5833     |
| Kecskeméti TE       | 10. forduló | 5732     |
| Kecskeméti TE       | 32. forduló | 5255     |
| Mezőkövesd Zsóry FC | 3. forduló  | 5115     |
| MTK Budapest        | 7. forduló  | 4561     |
| Mezőkövesd Zsóry FC | 25. forduló | 4383     |
| Puskás AFC          | 13. forduló | 4187     |
| Zalaegerszegi TE FC | 5. forduló  | 4003     |
| Kisvárda FC         | 6. forduló  | 3980     |
| MTK Budapest        | 29. forduló | 3276     |
| Fehérvár FC         | 23. forduló | 3201     |
| Paksi FC            | 15. forduló | 3078     |
| Debreceni VSC       | 19. forduló | 2610     |
| Összesen            | Összesen    | 86 010   |

#### Idegenbeli nézőszámok
Növekvő sorrenben | *-al jelölt teltház
| Ellenfél            | Forduló     | Nézőszám |
| ------------------- | ----------- | -------- |
| Ferencvárosi TC     | 11. forduló | 20357*   |
| Ferencvárosi TC     | 33. forduló | 18762    |
| Diósgyőri VTK       | 20. forduló | 7581     |
| Debreceni VSC       | 8. forduló  | 6645     |
| Debreceni VSC       | 30. forduló | 6592     |
| Fehérvár FC         | 12. forduló | 4990     |
| Kecskeméti TE       | 21. forduló | 4368     |
| Paksi FC            | 26. forduló | 4108     |
| Puskás AFC          | 2. forduló  | 3700*    |
| MTK Budapest        | 18. forduló | 3525     |
| Paksi FC            | 4. forduló  | 3076     |
| Kisvárda FC         | 28. forduló | 2450     |
| Puskás AFC          | 24. forduló | 2325     |
| Mezőkövesd Zsóry FC | 14. forduló | 1896     |
| Kisvárda FC         | 17. forduló | 1815     |
| Zalaegerszegi TE FC | 16. forduló | 1755     |
| Összesen            | Összesen    | 93 945   |

### Mérkőzések

#### Őszi szezon

##### 1. forduló
| 2023. július 29. 20:15 1. forduló |

| Újpest FC                                         | 2–1               | Fehérvár FC       |
| ------------------------------------------------- | ----------------- | ----------------- |
| Matija Ljujić 12' Csoboth Kevin 34′ Luca Mack 42' | (2–0) Jegyzőkönyv | Katona Mátyás 47' |

| Szusza Ferenc Stadion, Budapest Nézőszám: 6085 Játékvezető: Karakó Ferenc |

- Újpest: Nikolics – Pauljevic ( Ganea 89'), Anculasz, Hall, Tamás – Onovo, Mack, Ljujic ( Kastrati 58') – Kiss ( Fehér 59'), Ambrose ( Sasere 59'; Jevtoszki 89'), Csoboth Vezetőedző: Nebojsa Vignjevics
- Fehérvár: Kovács – Csongvai, Larsen, Spandler, Zeke ( Berki 83') – Pinto ( Pető 46'), Christensen – Kastrati ( Katona M. 46'), Houri, Schön – Kodro Vezetőedző: Bartosz Grzelak

##### 2. forduló
| 2023. augusztus 4. 20:00 2. forduló |

| Puskás Akadémia FC                     | 3–3               | Újpest FC                             |
| -------------------------------------- | ----------------- | ------------------------------------- |
| Lamin Colley 21, 37' Jonathan Levi 40' | (3–1) Jegyzőkönyv | Matija Ljujić 32' (11-esből), 46, 62' |

| Pancho Aréna, Felcsút Nézőszám: 3700 Játékvezető: Pintér Csaba |

- Felcsút: Markek – Maceiras, Szolnoki, Stronati, Ormonde-Ottewill – Batik, Plsek ( Komáromi 77') – Corbu, Slagveer, Levi ( Ominger 90+1') – Colley Vezetőedző: Hornyák Zsolt
- Újpest: Nikolics – Pauljevic, Anculasz, Hall, Tamás – Onovo, Mack ( Sasere 46'), Ljujic ( Kastrati 89') – Kiss T. ( Mörschel'), Ambrose ( Jevtoszki 89'), Ganea ( Simon K. 71') Vezetőedző: Nebojsa Vignjevics

##### 3. forduló
| 2023. augusztus 12. 18:00 3. forduló |

| Újpest FC           | 1–1               | Mezőkövesd Zsóry FC   |
| ------------------- | ----------------- | --------------------- |
| Simon Krisztián 88' | (0–0) Jegyzőkönyv | Lehoczky Roland 90+2' |

| Szusza Ferenc Stadion, Budapest Nézőszám: 5115 Játékvezető: Berke Balázs |

- Újpest: Nikolics – Kastrati ( Pauljevic 57'), Hall, Anculasz, Tamás K. – Onovo – Kiss T. ( Ganea 57'), Ljujics ( Jevtoski 85'), Mörschel ( Mack 74'), Csoboth ( Simon K. 74') – Ambrose Vezetőedző: Nebojsa Vignjevics
- Mezőkövesd: Piscitelli – Beriasvili, Lukics, Pillár, Filip – Cseke ( Lehoczky 80'), Brtan, Illés ( Hudák 80'), Vajda ( Gomis 80') – Drazsics, Szalai J. Vezetőedző: Kuttor Attila

##### 4. forduló
| 2023. augusztus 19. 20:00 4. forduló |

| Paksi FC                                                           | 3–0               | Újpest FC    |
| ------------------------------------------------------------------ | ----------------- | ------------ |
| Matija Ljujić 24' Szabó Bálint 25' Szabó János 40′ Bőle Lukács 79' | (2–0) Jegyzőkönyv | Tim Hall 39′ |

| Fehérvári úti stadion, Paks Nézőszám: 3076 Játékvezető: Erdős József |

- Paks: Szappanos – Kovács K., Vas ( Bőle 77'), Kinyik, Szabó J. – Papp, Windecker – Haraszti ( Lenzsér 60'), Silye ( Mezei 82') – Szabó B. ( Balogh B. 46'), Hahn ( Könyves 46') Vezetőedző: Bognár György
- Újpest: Banai – Pauljevic ( Kiss T. 76'), Anculasz, Hall, Tamás – Onovo, Mack ( Ambrose 46'), Ljujic ( Simon K. 57') – Varga ( Fehér 43'), Ganea ( Mörschel 57'), Csoboth Vezetőedző: Nebojsa Vignjevics

##### 5. forduló
| 2023. augusztus 26. 20:00 5. forduló |

| Újpest FC                          | 2–1               | Zalaegerszegi TE FC |
| ---------------------------------- | ----------------- | ------------------- |
| Csoboth Kevin 1' Peter Ambrose 61' | (1–0) Jegyzőkönyv | Mim Gergely 59'     |

| Szusza Ferenc Stadion, Budapest Nézőszám: 4003 Játékvezető: Farkas Ádám |

- Újpest: Banai – Kastrati ( Pauljevics 46'), Anculasz, Fehér, Tamás K. ( Kuusk 50') – Onovo ( Mack 41') – Kiss T., Mörschel, Ljujics, Csoboth ( Simon K. 71')  – Tóth Á. ( Ambrose 46') Vezetőedző: Nebojsa Vignjevics
- Zalaegerszeg: Senkó – Kovács B., Szafronov, Csóka – Huszti, Szankovics ( Klausz 77'), Szendrei ( Soltész 70'), Bedi – Szalay ( Németh D. 71'), Sajbán, Mim ( Milovanovikj 79') Vezetőedző: Boér Gábor

##### 6. forduló
| 2023. szeptember 1. 20:00 6. forduló |

| Újpest FC                                              | 3–2               | Kisvárda FC                                |
| ------------------------------------------------------ | ----------------- | ------------------------------------------ |
| Matija Ljujić 27' Peter Ambrose 53' Heinz Mörschel 81' | (1–1) Jegyzőkönyv | Jasmin Mešanović 6' Aleksandar Jovičić 72' |

| Szusza Ferenc Stadion, Budapest Nézőszám: 3980 Játékvezető: Andó-Szabó Sándor |

- Újpest: Banai – Kastrati, Anculasz, Fehér ( Hall 69'), Tamás K. – Onovo – Csoboth ( Pauljevics 90'), Mörschel, Ljujics ( Tajti 73'), Kiss T. ( Ganea 69') – Ambrose ( Mack 91') Vezetőedző: Nebojsa Vignjevics
- Kisvárda: Petkovics – Návratil ( Camaj 58'), Cipetic, Kovacic, Jovicsics, Széles – Makowski ( Vida 85'), Lucas ( Melnyk 46'), Ötvös – Mesanovic ( Körmendi 95',)  Spasic ( Balogh N. 58')  Megbízott vezetőedző: Gerliczki Máté

##### 7. forduló
| 2023. szeptember 23. 19:30 7. forduló |

| Újpest FC | 0–2               | MTK Budapest FC                        |
| --------- | ----------------- | -------------------------------------- |
|           | (0–1) Jegyzőkönyv | Bognár István 25' Németh Krisztián 72' |

| Szusza Ferenc Stadion, Budapest Nézőszám: 4561 Játékvezető: Rúsz Márton |

- Újpest: Banai – Kastrati ( Kiss T. 75'), Anculasz, Hall, Pauljevic – Onovo, Tajti – Mörschel, Ljujic ( Ganea 69'), Csoboth ( Simon K. 75') – Ambrose ( Jürgens 69') Vezetőedző: Nebojsa Vignjevics
- MTK: Demjén – Hej, Kádár ( Kocsis G. 23'), Bobál D. – Varju ( Stieber 40'), Kata, Végh, Antonov ( Zsóri 79') – Kovács M., Németh K. ( Kovács P. 79'), Bognár ( Molnár R. 79') Vezetőedző: Horváth Dávid

##### 8. forduló
| 2023. szeptember 30. 19:30 8. forduló |

| Debreceni VSC                      | 1–2               | Újpest FC               |
| ---------------------------------- | ----------------- | ----------------------- |
| Dušan Lagator 13′ Kusnyír Erik 74' | (0–0) Jegyzőkönyv | Heinz Mörschel 80', 88' |

| Nagyerdei stadion, Debrecen Nézőszám: 6645 Játékvezető: Bogár Gergő |

- Debrecen: Megyeri – Kusnyír, Lagator, Romancsuk, Ferenczi – Ojediran, Loncar – Kiziridisz ( Bévárdi 71'), Dzsudzsák ( Bárány 71'), Bódi ( Domingues 62') – Szécsi Vezetőedző: Srdjan Blagojevics
- Újpest: Banai – Kastrati, Hall, Fehér, Pauljevics – Onovo – Kiss T. ( Ganea 78'), Ljujics ( Mack 4';  Mörschel 60'), Tajti, Csoboth ( Simon K. 60') – Jürgens ( Ambrose 46') Vezetőedző: Nebojsa Vignjevics

##### 9. forduló
| 2023. október 7. 16:15 9. forduló |

| Újpest FC                           | 2–0               | Diósgyőri VTK |
| ----------------------------------- | ----------------- | ------------- |
| Vincent Onovo 51' Peter Ambrose 66' | (0–0) Jegyzőkönyv |               |

| Szusza Ferenc Stadion, Budapest Nézőszám: 7188 Játékvezető: Karakó Ferenc |

- Újpest: Banai – Pauljevics, Koszanovics, Hall, Fehér ( Tamás K. 46') – Tajti, Onovo – Kiss T. ( Mack 76'), Mörschel ( Jürgens 93'), Csoboth ( Ganea 80') – Ambrose ( Simon K. 76') Vezetőedző: Nebojsa Vignjevics
- Diósgyőr: Sentic – Gera, Csorbadzsinszkij, Szatmári, Stephen – Holdampf ( Klimovics 63'), Vallejo – Pernambuco ( Jurek 77'), Pozeg Vancas ( Bényei 86'), Lukács D. ( Acolatse 63') – Jurina ( Obuonet 78') Vezetőedző: Kuznyecov Szergej

##### 10. forduló
| 2023. október 21. 17:00 10. forduló |

| Újpest FC                                                                    | 5–3               | Kecskeméti TE                                           |
| ---------------------------------------------------------------------------- | ----------------- | ------------------------------------------------------- |
| Csoboth Kevin 5', 52' Tamás Krisztián 32' Tajti Mátyás 47' Vincent Onovo 51' | (2–0) Jegyzőkönyv | Szalai Gábor 57' Szuhodovszki Soma 60' Vágó Levente 85' |

| Szusza Ferenc Stadion, Budapest Nézőszám: 5732 Játékvezető: Bognár Tamás |

- Újpest: Banai – Pauljevics, Koszanovics, Hall, Tamás K. – Mack ( Fehér 93'), Onovo – Kiss T. ( Ganea 73'), Tajti ( Jürgens 92'), Csoboth ( Varga B. 84') – Ambrose ( Mörschel 76') Vezetőedző: Nebojsa Vignjevics
- Kecskemét: Varga B. – Szabó A. ( Nagy O. 74'), Belényesi, Szalai G. – Májer ( Szűcs K. 46'), Meszki ( Kiss B. 46'), Vágó, Szuhodovszki, Leoni – Tóth B. ( Szendrei 58'), Zsótér ( Horváth K. 46') Vezetőedző: Szabó István

##### 11. forduló
| 2023. október 28. 18:00 11. forduló |

| Ferencvárosi TC                                             | 3–0               | Újpest FC |
| ----------------------------------------------------------- | ----------------- | --------- |
| Aleksandar Pešić 28' Myenty Abena 70' Mohammed Abu Fani 73' | (1–0) Jegyzőkönyv |           |

| Groupama Aréna, Budapest Nézőszám: 20357 Játékvezető: Karakó Ferenc |

- Ferencváros: Varga Á. – Wingo, Abena, Mmaee, Botka ( Ramírez 46') – Makreckis, Abu Fani ( Esiti 88') – Owosu, Zachariassen ( Gojak 82'), Lisztes ( Marquinhos') – Pesics ( Tokmac 88') Vezetőedző: Dejan Stankovics
- Újpest: Banai – Pauljevics, Kosanovics, Hall, Tamás K. ( Kastrati 62') – Onovo, Mörschel ( Mack 72'), – Kiss T. ( Simon K. 72'), Tajti, Csoboth ( Ganea 80') – Ambrose ( Sasere 80') Vezetőedző: Nebojsa Vignjevics

##### 12. forduló
| 2023. november 4. 18:00 12. forduló |

| Fehérvár FC                              | 2–1               | Újpest FC         |
| ---------------------------------------- | ----------------- | ----------------- |
| Lirim Kastrati 80' Mamoudou Karamoko 88' | (0–1) Jegyzőkönyv | Peter Ambrose 28' |

| Sóstói Stadion, Székesfehérvár Nézőszám: 4990 Játékvezető: Andó-Szabó Sándor |

- Fehérvár: Tóth B. – Bese ( Kastrati 60'), Csongvai, Szerafimov, Gergényi, Schön ( Spandler 91') – Flores ( Kalmár 60'), Christensen, Katona – Szabó L. ( Karamoko 89'), Kodro Vezetőedző: Bartosz Grzelak
- Újpest: Nikolics – Pauljevics, Koszanovics, Hall, Kastrati – Onovo ( Sasere 92') – Kiss T. ( Ganea 92'), Mörschel ( Mack 92'), Tajti, Csoboth ( Simon K. 92') – Ambrose Vezetőedző: Nebojsa Vignjevics

##### 13. forduló
| 2023. november 11. 19:30 13. forduló |

| Újpest FC         | 1–2               | Puskás Akadémia FC                    |
| ----------------- | ----------------- | ------------------------------------- |
| Peter Ambrose 14' | (1–1) Jegyzőkönyv | Artem Volodimirovics Favorov 19', 90' |

| Szusza Ferenc Stadion, Budapest Nézőszám: 4187 Játékvezető: Vad II István |

- Újpest: Nikolics – Pauljevics, Anculasz, Hall ( Mörschel 54'), Kosanovic – Onovo, Tajti ( Mack 86') – Varga B. ( Kiss T. 66'), Simon K., Csoboth ( Ganea 86') – Ambrose ( Sasere 85') Vezetőedző: Nebojsa Vignjevics
- Felcsút: Markek – Maceiras, Golla, Stronati, Brandon – Corbu, Favorov – Levi ( Komáromi 62'), Plsek ( Puljic 82'), Nagy Zs. – Gruber ( Colley 62') Vezetőedző: Hornyák Zsolt

##### 14. forduló
| 2023. november 25. 19:30 14. forduló |

| Mezőkövesd Zsóry FC                                        | 4–0               | Újpest FC |
| ---------------------------------------------------------- | ----------------- | --------- |
| Stefan Dražić 16', 94' Molnár Gábor 39' Cseke Benjámin 89' | (2–0) Jegyzőkönyv |           |

| Városi stadion, Mezőkövesd Nézőszám: 1896 Játékvezető: Derdák Marcell |

- Mezőkövesd: Piscitelli – Kállai, Pillár, Beriasvili, Vajda – Cseke, Gomis – Molnár G., Cseri ( Filip 72'), Da. Babunski – Drazic Vezetőedző: Kuttor Attila
- Újpest: Molnár Zs. – Pauljevic ( Kastrati 82'), Anculasz, Kosanovic – Simon K. ( Kiss T. 46'), Onovo, Tajti ( Mörschel 82'), Tamás K. – Varga B. ( Jürgens 62'), Csoboth – Ambrose ( Sasere 46') Vezetőedző: Nebojsa Vignjevics

##### 15. forduló
| 2023. december 3. 12:45 15. forduló |

| Újpest FC        | 1–2               | Paksi FC                                      |
| ---------------- | ----------------- | --------------------------------------------- |
| Varga Balázs 24' | (1–1) Jegyzőkönyv | Könyves Norbert 23' (11-esből) Hahn János 63' |

| Szusza Ferenc Stadion, Budapest Nézőszám: 3078 Játékvezető: Berke Balázs |

- Újpest: Molnár Zs. – Kastrati, Anculasz ( Hall 57'), Kosanovic, Tamás – Onovo – Varga B. ( Kiss T. 66'), Mörschel ( Mack 75'), Tajti, Csoboth ( Ganea 75')- Ambrose ( Sasere 66') Vezetőedző: Nebojsa Vignjevics
- Paks: Szappanos – Lenzsér ( Szabó B. 88'), Kinyik, Szabó J. – Kovács K., Papp, Horváth K. ( Földi 88'), Mezei, Osváth – Könyves ( Böde 71'), Hahn ( Szélpál 83') Vezetőedző: Bognár György

##### 16. forduló
| 2023. december 9. 15:45 16. forduló |

| Zalaegerszegi TE FC | 1–1               | Újpest FC         |
| ------------------- | ----------------- | ----------------- |
| Sinan Medgyes 86'   | (0–0) Jegyzőkönyv | Peter Ambrose 50' |

| ZTE Aréna, Zalaegerszeg Nézőszám: 1755 Játékvezető: Bogár Gergő |

- Zalaegerszeg: Dombó – Huszti ( Ubochima 69'), Evangelu, Várkonyi, Medgyes – Sankovic ( Spoljaric 82') – Mim, Bedi, Croizet, Sajbán – Németh D. ( Mance 58') Vezetőedző: Márton Gábor
- Újpest: Molnár Zs. – Kastrati, Anculasz, Kosanovic, Tamás ( Simon K. 46') – Varga B. ( Kiss T. 62'), Mack, Onovo, Tajti ( Hall 77') – Ambrose ( Sasere 93'), Csoboth ( Mörschel 93') Vezetőedző: Nebojsa Vignjevics

##### 17. forduló
| 2023. december 16. 15:00 17. forduló |

| Kisvárda FC                                                     | 4–0               | Újpest FC |
| --------------------------------------------------------------- | ----------------- | --------- |
| Mario Ilievski 34', 53' Jaroslav Navrátil 46' Boban Nikolov 68' | (1–0) Jegyzőkönyv |           |

| Várkerti Stadion, Kisvárda Nézőszám: 1815 Játékvezető: Rúsz Márton |

- Kisvárda: Petkovics – Cipetic ( Stefan 80'), Jovicsics, Alic – Lucas, Nikolov ( Pomonarenko 81') – Návratil ( Mesanovic 73'), Makowski ( Ötvös 80'), Camaj – Ilievszki ( Czékus 73') Vezetőedző: Feczkó Tamás
- Újpest: Molnár Zs. – Kastrati, Anculasz, Koszanovics, Tamás K. ( Pauljevics 83') – Varga B. ( Kiss T. 58'), Onovo ( Mörschel 41'), Mack, Tajti – Csoboth ( Jürgens 57'), Ambrose ( Sasere 58') Vezetőedző: Nebojsa Vignjevics

#### Tavaszi szezon

##### 18. forduló
| 2024. február 2. 20:00 18. forduló |

| MTK Budapest FC                                              | 3–0               | Újpest FC |
| ------------------------------------------------------------ | ----------------- | --------- |
| Viktor Viktorovics Hej 20' Marin Jurina 36' Kocsis Gergő 58' | (2–0) Jegyzőkönyv |           |

| Hidegkuti Nándor Stadion, Budapest Nézőszám: 3525 Játékvezető: Erdős József |

- MTK: Demjén – Hej, Kádár, Kocsis G. – Varju ( Stieber 79'), Kata, Bognár, Horváth A. ( Végh 87'), Antonov ( Kovács P. 85') – Németh K. ( Kovács M. 84'), Jurina ( Thiam 87') Vezetőedző: Horváth Dávid
- Újpest: Molnár Zs. – Pauljevics, Anculasz, Hall, Tamás K. – Mack, Mörschel – Ganea ( Simon K. 46'), Jevtoszki ( Fehér 66'), Csoboth ( Ambrose 66')  – Sasere Vezetőedző: Nebojsa Vignjevics

##### 19. forduló
| 2024. február 6. 17:45 19. forduló |

| Újpest FC                      | 1–2               | Debreceni VSC              |
| ------------------------------ | ----------------- | -------------------------- |
| Heinz Mörschel 101' (11-esből) | (0–0) Jegyzőkönyv | Brandon Dominguès 78', 93' |

| Szusza Ferenc Stadion, Budapest Nézőszám: 2610 Játékvezető: Pintér Csaba |

- Újpest: Banai – Pauljevic, Anculasz, Fehér, Tamás – Jevtoski, Mörschel, Mack ( Radosevics 93') – Kiss ( Simon K. 63'), Sasere ( Ambrose 76'), Csoboth ( Ganea 76') Vezetőedző: Nebojsa Vignjevics
- Debrecen: Megyeri – Kusnyír ( Baranyai 22'), Dreskovic, Lagator, Ferenczi – Szuhodovszki ( Manrique 46'), Loncar ( Dzsudzsák 69') – Vajda ( Dominguès 46'), Ojediran, Oliveira ( Tuboly 92') – Úlfarsson Vezetőedző: Srdjan Blagojevics

##### 20. forduló
| 2024. február 11. 14:45 20. forduló |

| Diósgyőri VTK        | 1–2               | Újpest FC                               |
| -------------------- | ----------------- | --------------------------------------- |
| Bright Edomwonyi 50' | (0–1) Jegyzőkönyv | Ognjen Radošević 17' Heinz Mörschel 73' |

| DVTK-stadion, Miskolc Nézőszám: 7581 Játékvezető: Antal Péter |

- Diósgyőr: Ogyincov – Gera ( Kampecisz 80'), Lund, Szatmári, Stephen ( Bokros 46') – Holdampf, Vallejo, Popadiuc ( Pernambuco 46') – Jurek ( Farkas 63'), Acolatse ( Edomwonyi 46'), Pozeg Vancas Megbízott vezetőedző: Simon Miklós
- Újpest: Banai – Pauljevic, Koburi, Fehér – Simon ( Sasere 78'), Radosevic, Anculasz, Tamás ( Ljujic 27') – Mörschel, Csoboth ( Kiss T. 81') – Ganea Vezetőedző: Mészöly Géza

##### 21. forduló
| 2024. február 17. 13:00 21. forduló |

| Kecskeméti TE    | 1–0               | Újpest FC |
| ---------------- | ----------------- | --------- |
| Lukács Dániel 3' | (1–0) Jegyzőkönyv |           |

| Széktói Stadion, Kecskemét Nézőszám: 4368 Játékvezető: Karakó Ferenc |

- Kecskemét: Varga Be. – Szabó A., Belényesi, Katona L. – Májer ( Iyinbor 88'), Vágó, Helmich ( Derekas 64'), Zeke – Szűcs K. – Lukács, Banó-Szabó ( Pálinkás 71') Vezetőedző: Szabó István
- Újpest: Banai – Pauljevic, Anculasz ( Doka 46'), Koburi, Fehér – Simon K. ( Ambrose 46'), Radosevic ( Ljujic 61'), Keita, Mörschel ( Sasere 61') – Ganea ( Tajti 72'), Csoboth Vezetőedző: Mészöly Géza

##### 22. forduló
| 2024. február 25. 17:30 22. forduló |

| Újpest FC | 0–5               | Ferencvárosi TC                                                     |
| --------- | ----------------- | ------------------------------------------------------------------- |
|           | (0–2) Jegyzőkönyv | Varga Barnabás 36',45' Stjepan Lončar 65' Aleksandar Pešić 75', 82' |

| Szusza Ferenc Stadion, Budapest Nézőszám: 11202 Játékvezető: Berke Balázs |

- Újpest: Banai – Pauljevic, Anculasz, Koburi, Fehér ( Simon K. 46') – Keita, Doka, Mörschel ( Radosevic 74'), Mack ( Tajti 46'), Csoboth ( Sasere 46') – Ganea ( Kiss T. 57') Vezetőedző: Mészöly Géza
- Ferencváros: Dibusz – Botka ( Makreckis 63'), Wingo, Cissé, Ramirez ( Civic 77') – Loncar, Ben Romdhane ( Abu Fani 62'), Maiga – Katona ( Marquinhos 63'), Varga ( Pesic 67'), Zachariassen Vezetőedző: Dejan Stankovics

##### 23. forduló
| 2024. március 3. 19:00 23. forduló |

| Újpest FC                          | 2–0               | Fehérvár FC |
| ---------------------------------- | ----------------- | ----------- |
| Tajti Mátyás 76' Peter Ambrose 78' | (0–0) Jegyzőkönyv |             |

| Szusza Ferenc Stadion, Budapest Nézőszám: 3201 Játékvezető: Bogár Gergő |

- Újpest: Banai – Anculasz, Keita, Koburi – Tamás ( Simon K. 80'), Mörschel, Mack, Radosevic ( Csoboth 67'), Doka ( Pauljevic 67') – Ambrose ( Ganea 84'), Ljujic ( Tajti 67') Másodedző: Víg Péter
- Fehérvár: Tóth B. – Serafimov, Spandler, Gergényi – Bese ( Pető 79'), Christensen, Sigér, Katona M. ( Karamoko 79'), Schön – Stefanelli ( Berki 87'), Gradisar Vezetőedző: Bartosz Grzelak

##### 24. forduló
| 2024. március 8. 20:00 24. forduló |

| Puskás Akadémia FC | 0–2               | Újpest FC                              |
| ------------------ | ----------------- | -------------------------------------- |
|                    | (0–1) Jegyzőkönyv | Peter Ambrose 10' Jorgosz Anculasz 74' |

| Pancho Aréna, Felcsút Nézőszám: 2325 Játékvezető: Karakó Ferenc |

- Felcsút: Pécsi – Maceiras, Golla, Stronati, Brandon ( Soisalo 46') – Batik ( Szolnoki 75'), Favorov ( Levi 28') – Komáromi ( Mondovics 65'), Corbu ( Bévárdi 75'), Nagy Zs. – Plsek Vezetőedző: Hornyák Zsolt
- Újpest: Banai – Anculasz, Keita, Kobouri – Doka ( Kiss T. 92'), Radosevics, Mack, Ljujic ( Csoboth 70'), Tamás K. – Ambrose ( Ganea 78'), Mörschel Vezetőedző: Mészöly Géza

##### 25. forduló
| 2024. március 16. 13:00 25. forduló |

| Újpest FC                                      | 2–2               | Mezőkövesd Zsóry FC                                    |
| ---------------------------------------------- | ----------------- | ------------------------------------------------------ |
| Matija Ljujić 85' (11-esből) Csoboth Kevin 86' | (0–0) Jegyzőkönyv | Cseke Benjámin 50' Aljakszandr Ivanavics Karnyicki 93' |

| Szusza Ferenc Stadion, Budapest Nézőszám: 4383 Játékvezető: Andó-Szabó Sándor |

- Újpest: Banai – Anculasz ( Huszti 71'), Keita, Kobouri – Doka ( Simon K. 46'), Radosevics ( Csoboth 61'), Mack ( Ganea 71'), Ljujics, Tamás K. – Ambrose ( Sasere 61'), Mörschel Vezetőedző: Mészöly Géza
- Mezőkövesd: Piscitelli – Kojnok, Lukic ( Szalai J. 89'), Szivacski – Kállai ( Bőle 89'), Cseke, Brtan, Szolgai ( Karnyicki 69'), Vajda – Cseri ( Molnár G. 84'), Drazsics Vezetőedző: Milan Milanovics

##### 26. forduló
| 2024. március 31. 15:30 25. forduló |

| Paksi FC              | 1–2               | Újpest FC                          |
| --------------------- | ----------------- | ---------------------------------- |
| Könyves Norbert 45+2' | (1–1) Jegyzőkönyv | Matija Ljujić 45+1, 75' (11-esből) |

| Fehérvári úti stadion, Paks Nézőszám: 4108 Játékvezető: Berke Balázs |

- Paks: Simon B. – Kovács K., Szélpál, Kinyik, Szabó J., Silye ( Szabó B. 58') – Mezei ( Kocsis B. 87'), Windecker ( Vas 79'), Balogh – Hahn ( Böde 46'), Könyves ( Skribek 79') Vezetőedző: Bognár György
- Újpest: Banai – Huszti, Anculasz ( Tajti 63'), Keita, Kobouri, Pauljevic – Mack, Radosevics ( Csoboth 63'), Ljujic – Sasere ( Simon K. 63'), Ambrose ( Ganea 91') Vezetőedző: Mészöly Géza

##### 27. forduló
| 2024. április 5. 20:00 27. forduló |

| Újpest FC                             | 1–5               | Zalaegerszegi TE FC                                                        |
| ------------------------------------- | ----------------- | -------------------------------------------------------------------------- |
| Huszti András 23' Aboubakar Keita 59′ | (1–1) Jegyzőkönyv | Yohan Croizet 31', 66' Antonio Mance 53', 61' (11-esből) Németh Dániel 81' |

| Szusza Ferenc Stadion, Budapest Nézőszám: 6321 Játékvezető: Rúsz Márton |

- Újpest: Banai – Huszti, Keita, Kobouri, Geiger ( Varga B. 84') – Tajti, Mack ( Mörschel 72'), Ljujic – Simon K. ( Anculasz 5'), Ambrose ( Radosevics 72'), Csoboth ( Ganea 84') Vezetőedző: Mészöly Géza
- Zalaegerszeg: Dombó – Szendrei ( Kovács B. 79'), Evangelu, Safronov, Medgyes – Sankovic, Bedi ( Kiss B. 33') – Croizet ( Csóka 67'), Sajbán, Mim ( Németh D. 79') – Mance Vezetőedző: Márton Gábor

##### 28. forduló
| 2024. április 13. 14:30 28. forduló |

| Kisvárda FC                                                                     | 4–1               | Újpest FC                    |
| ------------------------------------------------------------------------------- | ----------------- | ---------------------------- |
| Jaroslav Navrátil 8' Jasmin Mešanović 17' Bernardo Matić 39' Rafał Makowski 54' | (3–1) Jegyzőkönyv | Matija Ljujić 30' (11-esből) |

| Várkerti Stadion, Kisvárda Nézőszám: 2450 Játékvezető: Pintér Csaba |

- Kisvárda: Kovács M. – Cipetic ( Stefan 71'), Lippai, Jovicic, Körmendi – Melnyik ( Osztrovka 82'), Matic – Navratil ( Ilievski 89'), Makowski ( Ötvös 70'), Sapic ( Camaj 70') – Mesanovic Vezetőedző: Feczkó Tamás
- Újpest: Banai – Pauljevic, Huszti, Anculasz ( Csoboth 46'), Koburi, Geiger – Radosevic ( Kiss T. 63'), Mack ( Tajti 46'), Ljujic – Ambrose ( Ganea 63',  Onovo 73'), Mörschel Vezetőedző: Mészöly Géza

##### 29. forduló
| 2024. április 21. 18:30 29. forduló |

| Újpest FC         | 1–2               | MTK Budapest FC      |
| ----------------- | ----------------- | -------------------- |
| Csoboth Kevin 20' | (1–0) Jegyzőkönyv | Marin Jurina 79' 97' |

| Szusza Ferenc Stadion, Budapest Nézőszám: 3276 Játékvezető: Antal Péter |

- Újpest: Banai – Huszti, Keita, Koburi – Kiss T. ( Mörschel 68'), Radosevic ( Tamás 68'), Tajti ( Mack 78'), Ljujic, Geiger ( Varga B. 68') – Ambrose, Csoboth ( Sasere 85') Vezetőedző: Mészöly Géza
- MTK: Demjén – Varjú, Kádár, Kocsis – Hej ( Kovács M. 64'), Kata, Horváth A. ( Jurina 64'), Antonov ( Kovács P. 78')- Németh ( Végh 80'), Kosznovszky ( Stieber 78'), Bognár Vezetőedző: Horváth Dávid

##### 30. forduló
| 2024. április 27. 19:30 30. forduló |

| Debreceni VSC       | 1–0               | Újpest FC           |
| ------------------- | ----------------- | ------------------- |
| Hamzat Ojediran 88' | (0–0) Jegyzőkönyv | Tamás Krisztián 48′ |

| Nagyerdei stadion, Debrecen Nézőszám: 6592 Játékvezető: Berke Balázs |

- Debrecen: Megyeri – Baranyai, Romancsuk, Lagator, Ferenczi – Szuhodovszki ( Loncar 84'), Ojediran ( Dreskovic 92') – Dzsudzsák ( Manrique 91'), Vajda, Domingues ( Bódi 84') – Szécsi ( Batai 74') Vezetőedző: Srdjan Blagojevics
- Újpest: Banai – Anculasz, Keita, Koburi – Pauljevic, Tajti ( Mucsányi Mi. 92'), Geiger ( Kovács D. 90'), Tamás – Kiss T. ( Radosevic 46'), Csoboth ( Sasere 85') – Ambrose ( Mörschel 46') Vezetőedző: Mészöly Géza

##### 31. forduló
| 2024. május 4. 19:15 31. forduló |

| Újpest FC | 7–0               | Diósgyőri VTK |
| --- | ----------------- | ------------- |
| Ognjen Radošević 6' Aboubakar Keita 10' Heinz Mörschel 30' (11-esből) Matija Ljujić 45' Csoboth Kevin 59', 60' Peter Ambrose 72' | (4–0) Jegyzőkönyv |               |

| Szusza Ferenc Stadion, Budapest Nézőszám: 5833 Játékvezető: Káprály Mihály |

- Újpest: Banai ( Molnár Zs. 46') – Huszti ( Kovács D. 68'), Koburi, Keita – Radosevic, Tajti ( Pauljevic 46'), Ljujic ( Kiss T. 72'), Geiger ( Mucsányi Mi. 80') – Mörschel, Ambrose, Csoboth Vezetőedző: Mészöly Géza
- Diósgyőr: Danilovic – Farkas ( Szatmári 63'), Lund, Baco, Bokros – Holdampf, Klimovics, Pozeg Vancas ( Jurek 63'), Bényei ( Vallejo 46') – Szabó L. ( Fekete 46'), Edomwonyi ( Pernambuco 46') Vezetőedző: Vladimir Radenkovics

##### 32. forduló
| 2024. május 10. 20:15 32. forduló |

| Újpest FC | 0–3               | Kecskeméti TE                                  |
| --------- | ----------------- | ---------------------------------------------- |
|           | (0–1) Jegyzőkönyv | Pálinkás Gergő 27', 64' Horváth Krisztofer 59' |

| Szusza Ferenc Stadion, Budapest Nézőszám: 5255 Játékvezető: Vad II. István |

- Újpest: Molnár Zs. – Huszti, Keita ( Pauljevic 69'), Koburi, Geiger ( Tamás 46')- Tajti, Mörschel ( Kiss T. 68'), Radosevic – Ljujic ( Mucsányi Mi. 76'), Ambrose, Csoboth Vezetőedző: Mészöly Géza
- Kecskemét: Varga B. – Szűcs, Belényesi, Katona – Májer ( Nagy O. 83'), Nikitscher, Helmich ( Vágó 76'), Leoni ( Zeke 76') – Banó-Szabó ( Zsótér 67'), Pálinkás ( Lukács 83'), Horváth K. Vezetőedző: Szabó István

##### 33. forduló
| 2024. május 19. 20:15 33. forduló |

| Ferencvárosi TC                                 | 2–0               | Újpest FC |
| ----------------------------------------------- | ----------------- | --------- |
| Marquinhos 38' Lisztes Krisztián 76' (11-esből) | (1–0) Jegyzőkönyv |           |

| Groupama Aréna, Budapest Nézőszám: 18762 Játékvezető: Erdős József |

- Ferencváros: Dibusz – Makreckis, Wingo, Botka, Ramírez – Tóth A. ( Besic 82'), Ben Romdhane – Szevikjan ( Traoré 77'), Zachariassen ( Abu Fani 82'), Marquinhos ( Lisztes 62') – Varga B. ( Kodro 77') Másodedző: Leandro de Almeida
- Újpest: Molnár Zs. – Huszti ( Kovács D. 81'), Keita, Kobouri – Pauljevics, Radosevic, Tajti ( Mucsányi Mi. 89'), Mörschel, Tamás K. – Ambrose ( Sasere 62'), Csoboth Vezetőedző: Mészöly Géza

## Magyar Kupa

### Mérkőzések

##### 3. forduló
| 2023. szeptember 16. 16:45 3. forduló |

| Pécsi Mecsek FC           | 1–3               | Újpest FC                                           |
| ------------------------- | ----------------- | --------------------------------------------------- |
| Szabó Máté 38' (11-esből) | (1–2) Jegyzőkönyv | Peter Ambrose 5' Fehér Csanád 31' Vincent Onovo 52' |

| PMFC Stadion, Pécs Nézőszám: 5500 Játékvezető: Csonka Bence |

- Pécs: Helesfay – Svedjuk, Szeles ( Takács Zs. 58'), Rácz L. ( Majnovics 58'), Pejovics – Gyurkits ( Vas 69'), Terbe, Krausz R., Harsányi I. ( Hudák 58') – Gera Z. ( Tóth-Gábor 81'), Szabó M. Vezetőedző: Weitner Ádám
- Újpest: Banai – Kastrati, Anculasz, Fehér, Pauljevics – Onovo, Tajti ( Radosevics 89') – Kiss T. ( Csoboth'), Ljujics ( Simon K. 60'), Ganea ( Mack 60') – Ambrose ( Jürgens 76') Vezetőedző: Nebojsa Vignjevics

##### 4. forduló
| 2023. november 1. 17:00 4. forduló |

| FC Tatabánya | 0–2               | Újpest FC                              |
| ------------ | ----------------- | -------------------------------------- |
|              | (0–0) Jegyzőkönyv | Oliver Jürgens 54' Simon Krisztián 62' |

| Grosics Gyula Stadion, Tatabánya Nézőszám: 2200 Játékvezető: Kovács Imre |

- Tatabánya: Balla O. – Molnár T., Krupánszki, Székely, Katona K. ( Forró 90') – Hajas ( Hadobás 60'), Soltész, Szegleti, Szalánszki ( Kocsis G. 60') – Letenyei Z. ( Kovács I. 70') – Árvai D. ( Márton 90') Vezetőedző: Gyürki Gergely
- Újpest: Nikolics – Pauljevics, Kosanovics ( Hall 67'), Fehér, Kastrati – Simon K., Jevtoszki, Mack ( Tajti 67'), Ganea ( Csoboth 76') – Sasere ( Ambrose 67'), Jürgens ( Onovo 76') Vezetőedző: Nebojsa Vignjevics

##### Nyolcaddöntő
| 2024. február 28. 19:00 5. forduló (nyolcaddöntő) |

| Újpest FC            | 1–2               | Paksi FC                                   |
| -------------------- | ----------------- | ------------------------------------------ |
| Ognjen Radošević 47' | (0–1) Jegyzőkönyv | Skribek Alen 21' Könyves Norbert 110' 114′ |

| Szusza Ferenc Stadion, Budapest Nézőszám: 2389 Játékvezető: Bognár Tamás |

- Újpest: Banai – Doka ( Kiss T. 64'), Keita, Geiger ( Kovács D. 73') – Radosevics, Jevtoski, Mack ( Tajti 64'), Pauljevics – Ljujic ( Mörschel 46'), Ambrose ( Csoboth 95'), Sasere ( Kobouri 46') Másodedző: Víg Péter
- Paks: Simon B. – Kinyik, Vas ( Szabó J. 53') , Lenzsér, Kovács K.– Balogh B., Haraszti ( Haraszti 78') , Papp ( Windecker 53')  – Hahn ( Könyves 96') , Kocsis B. ( Osváth A. 109') , Skribek ( Mezei Sz. 53')  Vezetőedző: Bognár György